# Chie Edoojon Kawakami
Chie Edoojon Kawakami (川上 エドオジョン 智慧 Kawakami Edoojon Chie?, nacido el 21 de abril de 1998 en Saitama) es un futbolista japonés que se desempeña como centrocampista.

## Trayectoria

### Clubes
| Club             | País  | Año    |
| ---------------- | ----- | ------ |
| Tokushima Vortis | Japón | 2017   |
| Kataller Toyama  | Japón | 2018 - |

## Estadística de carrera

### J. League
| Club             | Año   | J. League | J. League | Copa J. League | Copa J. League | Total | Total |
| Club             | Año   | Part.     | Goles     | Part.          | Goles          | Part. | Goles |
| ---------------- | ----- | --------- | --------- | -------------- | -------------- | ----- | ----- |
| Tokushima Vortis | 2017  | 2         | 0         | -              | -              | 2     | 0     |
| Total            | Total | 2         | 0         | 0              | 0              | 2     | 0     |